# Tabula (corail)
Un tabularium est, chez les coraux durs, le nom donné à un type d'endothèque qui traverse totalement la cavité calicinale.